# Sarekat Islam
Le Sarekat Islam est une organisation fondée en 1911 sous le nom initial de Sarekat Dagang Islam (« association des marchands musulmans ») par des commerçants en batik du district de Laweyan à Surakarta dans le centre de l'île de Java, dans ce qui était alors les Indes néerlandaises. Le but du Sarekat Dagang Islam était de donner plus de pouvoir aux commerçants javanais face à la puissance des grossistes chinois.
L'organisation changea au bout d'une année son nom en Sarekat Islam (1912) et se politisa pour défendre le droit des Indonésiens face au pouvoir colonial. Son dirigeant le plus connu est Hadji Oemar Said Tjokroaminoto, plus connu comme H.O.S. Cokroaminoto. Celui-ci eut trois disciples qui deviendront plus tard fameux à leur tour : Soekarno, une des grandes figures du nationalisme indonésien, Semaun, futur dirigeant du Parti communiste indonésien et Kartosuwiryo, qui déclencha en 1948 un mouvement séparatiste luttant pour la création d'un État indonésien musulman fondé sur la sharia, le Darul Islam.